# 普羅斯托雷 (赫爾松州)
46°42′32″N 33°41′35″E / 46.70889°N 33.69306°E
普羅斯托雷（烏克蘭語：Просторе）是位於烏克蘭南部的村莊，由赫爾松州卡霍夫卡區的澤萊尼皮德市鎮負責管轄。該村始建於1931年，面積0.15平方公里，2001年人口23，人口密度每平方公里158.6人。